# 王公弼 (萬曆進士)
王公弼，號怀和，北直隸河間府滄州（今河北省滄州市）籍山西蒲州人，明清政治人物、進士出身。

## 生平
明朝萬曆四十年（1612年）壬子科舉人，四十四年（1616年），登丙辰科進士。通政司觀政，四十五年授工部主事，四十六年丁憂。天啓元年（1621年）復除虞衡司主事，本年升员外郎，管宝源局，二年升工部虞衡司郎中，調营缮司，三年出任寧國府知府，六年升江西按察司副使、管徽寧兵備道。崇禎元年（1628年）升河南右布政使，保留前职，二年升左布政使。十四年，以右僉都御史、擔任山東巡撫。清朝順治元年，擔任通政使，同年改戶部右侍郎；順治二年，改左侍郎。

## 家族
曾祖王宇，封登仕佐郎；祖王從謙，鸿胪寺署丞；父王三宅，庠生。